# Wulst

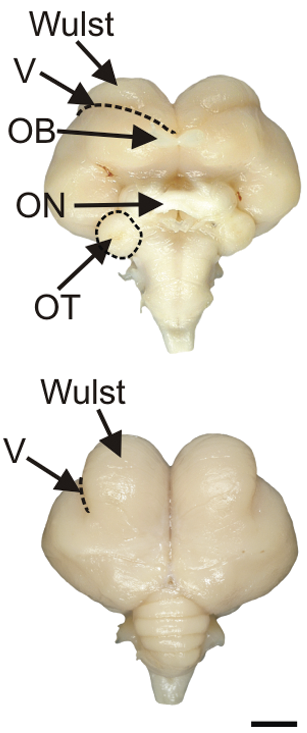
Mózgowie płomykówki, zaznaczono Wulst. Pozostałe oznaczenia: OT: pokrywa wzrokowa (optic tectum); ON: nerw wzrokowy (optic nerve); OB; opuszka węchowa (olfactory bulb) V: dolinka (vallecula)

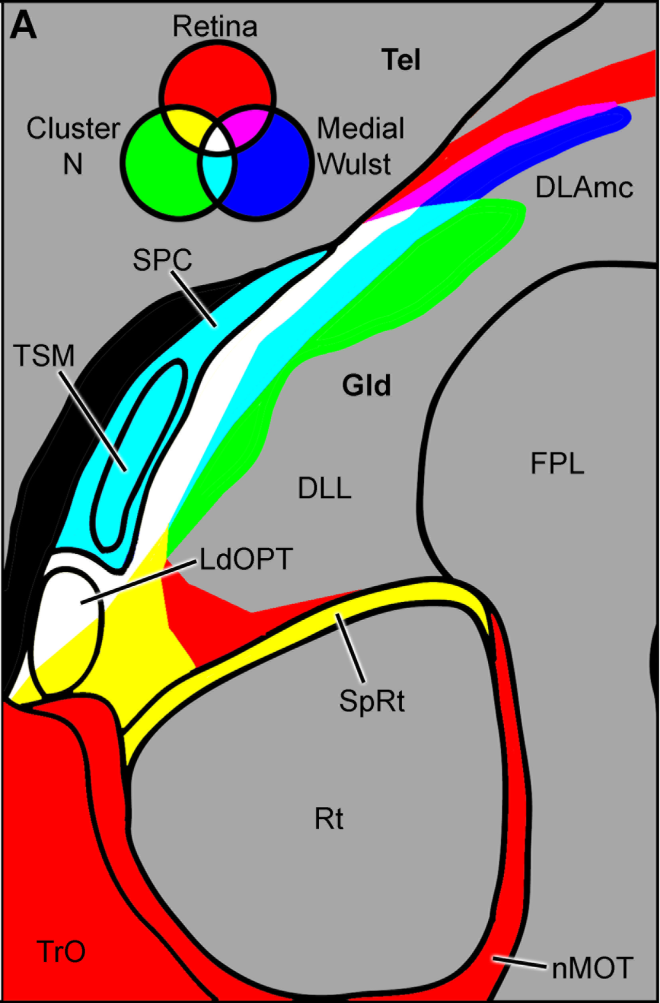
Schemat wzajemnych relacji struktur kresomózgowia u ptaka, zaznaczono m.in. "cluster N"

Wulst (hyperpallium, eminentia sagittalis, sagittal eminence) – część mózgowia ptaków o szczególnym znaczeniu dla przetwarzania bodźców zmysłowych. Wulst jest wybrzuszeniem grzbietowej części kresomózgowia, szczególnie dobrze rozwiniętym u drapieżnych ptaków o dużych oczach, takich jak sowy. 
Do Wulst dochodzi odwzgórzowa część drogi wzrokowej (drogi siatkówkowo-wzgórzowo-kresomózgowiowej). Warstwy Wulst (określane jako „pseudowarstwy”) przypominają warstwy kory mózgowej ssaków. Wyróżnia się w nim większą, wzrokową część (visual Wulst) i mniejszą, o charakterze somatosensorycznym, określaną jako część dziobowa (rostral Wulst). 

## Terminologia i podział
Rzeczownik Wulst pochodzi z języka niemieckiego (dlatego często zapisywany jest dużą literą) i oznacza „wybrzuszenie”, „poduszeczkę”. Termin został zaproponowany w 1905 roku przez Kalischera i przyjęty przez późniejszych autorów (Crosby, Kappers).
W 2004 przyjęto nową nomenklaturę neuroanatomii ptasiego mózgowia. Zaproponowano użycie określenia hyperpallium zamiast Wulst, i podział tej struktury:
- hyperpallium accessorium (HA, dawniej hyperstriatum accesorium)
- hyperpallium intercalatum (HI, dawniej hyperstriatum intercalatum superior)
- hyperpallium densocellularum (HD, dawniej hyperstriatum dorsale)
- nucleus interstitialis hyperpallii apicale (nucleus intercalatus hyperstriatum accessorium, IHA).

Powyższy podział odnosi się głównie do budowy mikroskopowej Wulst. W 1957 Stingelin przedstawił prosty podział Wulst na dwa morfotypy: typ A, w którym wyniosłość znajduje się w dogłowowej (przedniej) grzbietowej części kresomózgowia, i typ B, w którym wyniosłość znajduje się w doogonowej (tylnej) części grzbietowej części kresomózgowia.

## Funkcja
Wulst jest różnie wykształcony u różnych grup ptaków. Wykazano, że istnieje korelacja między wielkością pola widzenia i stereopsją a objętością Wulst i wzrokowej części pokrywy (TeO). Największy Wulst obserwuje się u sów, podobnej wielkości występuje u sowników i paszczaków. Nocoloty i lelki mają stosunkowo mniejsze kresomózgowia, a ich Wulst nie odróżnia się morfologią od Wulst innych ptaków.
U niektórych rodzajów, np. u kiwi, Wulst jest niewykształcony.
Materiał kopalny pozwolił określić, że Wulst u wymarłych rodzajów Odontopteryx i Prophaethon był stosunkowo słabo rozwinięty, a u Archaeopteryx w ogóle nieobecny. Odlew puszki mózgowej kredowego gatunku ptaka opisany przez Kuroszkina również nie ma wyraźnego Wulst. Chatterjee stwierdził obecność Wulst u triasowego diapsyda Protoavis, jednak pozycja systematyczna tego ostatniego taksonu jest niepewna. 
Iwaniuk i Hurd (2005) wyróżnili pięć "cerebrotypów" ptasich mózgowi; do typu 3 charakteryzującego się dużym Wulst zaliczyli paszczaki i sowy.

### Część dziobowa (rostral Wulst)
Droga od pęczka smukłego do części somatosensorycznej Wulst przez grzbietową część wzgórza (dorsalis intermedius ventralis anterior, DIVA) określana bywa jako "pathway for predation", ze względu na proponowaną rolę w przewodzeniu bodźców czuciowych podczas polowania. Wydaje się, że u ptaków w tej części mózgowia nie ma reprezentacji czuciowych dla całego ciała, ale przede wszystkim dla szponów. 

### Część wzrokowa (visual Wulst)
Wzrokowa część Wulst jest odpowiednikiem pierwszorzędowej kory wzrokowej (V1) u ssaków. U ptaków dowiedziono obecności zwrotnych połączeń korowo-wzgórzowych: u gołębi nucleus ventrolateralis thalami (VLT) otrzymuje ipsilateralną impulsację z wzrokowej części Wulst (a także części arcopallium i TeO).
W doświadczeniach na kurzych zarodkach wykazano obecność aferentów wzrokowej części Wulst do ipsilateralnych: części bocznej neostriatum frontale (NFl), ipsilateralnego neostriatum intermedium (NI) i części grzbietowo-bocznej neostriatrum, oraz do ipsi- i kotralateralnego archistriatum. Rola tych wewnątrzkresomózgowiowych aferentów jest niejasna, być może odgrywają rolę w modulacji bodźców dochodzących do Wulst.
Część Wulst, określana jako "cluster N", być może bierze udział w zmyśle orientacji ptaków względem ziemskiego pola magnetycznego. Postulowano też udział drogi odwzgórzowo-kresomózgowiowej, kończącej się w Wulst, w orientacji gołębi pocztowych względem słońca. 
U gołębi lezje Wulst mają niewielki wpływ na rozpoznawanie kolorów, ale powodują utrudnienie zdolności uczenia się (ang. reversal learning). Uszkodzenia te powodują niepamięć następczą i uniemożliwiają mechanizm wdrukowania (imprinting) wrażeń wzrokowych. Autorzy tych doświadczeń sugerują, że Wulst wykazuje związaną z uczeniem plastyczność i może przekazywać przetworzoną informację wzrokową do obszaru mózgowia w którym jest przechowywana (u ptaków pośrednio-pośrodkowa część mesopallium).